# Domfront-en-Poiraie
Domfront-en-Poiraie – gmina we Francji, w regionie Normandia, w departamencie Orne. W 2013 roku liczba ludności wynosiła 4485 mieszkańców.
Gmina została utworzona 1 stycznia 2016 roku z połączenia trzech ówczesnych gmin: Domfront, La Haute-Chapelle oraz Rouellé. Siedzibą gminy została miejscowość Domfront.